# Another Time, Another Place (álbum)
Another Time, Another Place es el segundo álbum de estudio en solitario del cantante y compositor inglés Bryan Ferry, publicado en julio de 1974 por Island Records. Al igual que el anterior álbum These Foolish Things, consiste principalmente en versiones de canciones clásicas. El álbum alcanzó el puesto nº4 en las listas de éxitos de Reino Unido.
La última canción del disco Another Time, Another Place, es la primera compuesta por Ferry como solista.

## Músicos
- Bryan Ferry, cantante, armónica, órgano
- David O'List, guitarra
- John Porter, guitarra
- John Wetton, bajo
- Henry Lowther, trompeta
- Chris Mercer, saxofón
- Ruan O'Lochlainn, saxofón
- Chris Pyne, trombón
- Paul Thompson, batería

## Lista de canciones
Cara A

| N.º | Título                      | Duración |  |
| 1.  | «The 'In' Crowd»            | 4:36     |  |
| 2.  | «Smoke Gets in Your Eyes»   | 2:53     |  |
| 3.  | «Walk a Mile in My Shoes»   | 4:44     |  |
| 4.  | «Funny How Time Slips Away» | 3:31     |  |
| 5.  | «You Are My Sunshine»       | 6:47     |  |

Cara B

| N.º | Título                              | Duración |  |
| 1.  | «(What a) Wonderful World»          | 2:55     |  |
| 2.  | «It Ain't Me Babe»                  | 3:57     |  |
| 3.  | «Fingerpoppin'»                     | 3:34     |  |
| 4.  | «Help Me Make It Through the Night» | 4:15     |  |
| 5.  | «Another Time, Another Place»       | 4:46     |  |